# Culbertson (Nebraska)
Culbertson és una població dels Estats Units a l'estat de Nebraska. Segons el cens del 2000 tenia 594 habitants.

## Demografia
Segons el cens del 2000, Culbertson tenia 594 habitants, 251 habitatges, i 184 famílies. La densitat de població era de 269,8 habitants per km².
Dels 251 habitatges en un 29,1% hi vivien nens de menys de 18 anys, en un 62,5% hi vivien parelles casades, en un 9,2% dones solteres, i en un 26,3% no eren unitats familiars. En el 24,3% dels habitatges hi vivien persones soles el 14,7% de les quals corresponia a persones de 65 anys o més que vivien soles. El nombre mitjà de persones vivint en cada habitatge era de 2,37 i el nombre mitjà de persones que vivien en cada família era de 2,81.
Per edats la població es repartia de la següent manera: un 23,2% tenia menys de 18 anys, un 6,2% entre 18 i 24, un 23,6% entre 25 i 44, un 24,7% de 45 a 60 i un 22,2% 65 anys o més.
L'edat mediana era de 43 anys. Per cada 100 dones de 18 o més anys hi havia 86,1 homes.
La renda mediana per habitatge era de 32.727 $ i la renda mediana per família de 39.875 $. Els homes tenien una renda mediana de 31.607 $ mentre que les dones 17.212 $. La renda per capita de la població era de 16.238 $. Aproximadament el 3,5% de les famílies i el 6,6% de la població estaven per davall del llindar de pobresa.

## Poblacions més properes
El següent diagrama mostra les poblacions més properes.